# Fi Gruis
Fi —o Phi— Gruis (φ Gru / HD 219693 / HR 8859 / HIP 115054) es una estrella en la constelación de la Grulla de magnitud aparente +5,55.
Se encuentra a 113 años luz de distancia del sistema solar.
Fi Gruis una estrella blanco-amarilla de la secuencia principal de tipo espectral F4V. Su temperatura efectiva, según la fuente consultada, está comprendida en el rango de 6531 a 6554 K.
Su radio es un 89% más grande que el radio solar y, con una velocidad de rotación proyectada de 19,9 km/s, completa una vuelta en menos de 5,14 días.
En cuanto a su rotación, las estrellas de la secuencia principal que fusionan hidrógeno —como el Sol— se dividen de forma bastante definida a una temperatura superficial de ~ 6500 K; aquellas cuya temperatura está debajo de este valor giran lentamente, las que lo superan lo hacen mucho más deprisa. El motivo de ello es que las estrellas más frías, en donde los gases se mueven turbulentamente de arriba abajo, generan campos magnéticos que son arrastrados por vientos. Estos campos magnéticos, actuando durante miles de millones de años, ralentizan la rotación de las estrellas más frías.
Fi Gruis, ligeramente por encima del límite de temperatura que separa ambos grupos, rota a una velocidad casi 10 veces mayor que la del Sol, si bien este valor puede ser sensiblemente mayor en función de la inclinación de su eje respecto a la Tierra.
Fi Gruis posee un contenido metálico igual al 81% del que tiene el Sol ([Fe/H] = -0,09).
Un 42% más masiva que el Sol, su edad se estima en 2100 millones de años.